# Lébédos
Lébédos (ou Lebedus, en grec : Λέϐεδος) est située sur la péninsule actuelle de Kisik entre les grandes plages de Gümüldür et d'Ürkmez. Elle est proche de Smyrne (İzmir) au nord, Colophon à l'est et Éphèse au sud. Elle est devenue une ville florissante grâce à son commerce et était célèbre dès le VIIe siècle av. J.-C. pour ses sources d'eaux chaudes, qui en firent une ville thermale. Elle était aussi réputée pour ses temples d'Apollon et de Dionysos. 
Elle est l'une des douze cités de la Dodécapole ionienne antique. Elle participe à la révolte de l'Ionie contre l'empire achéménide.
À l'époque hellénistique, vers 304 av. J.-C., Antigone le Borgne souhaite fusionner la cité avec celle de Téos. Cependant cette opération est réalisée de façon incomplète et peu de temps après, Lysimaque ravage la cité et déporte ses habitants à Éphèse. À l'époque romaine Lébédos n'est guère plus qu'un village.